# Ibériai faligyík
Az ibériai faligyík (Podarcis bocagei) a hüllők (Reptilia) osztályának a pikkelyes hüllők (Squamata) rendjébe és a nyakörvösgyíkfélék (Lacertidae) családjába tartozó faj.

## Előfordulása
Spanyolország északnyugati és Portugália északi területén honos.

## Alfajai
- Podarcis bocagei berlengensis Vicente, 1985
- Podarcis bocagei bocagei (Seoane, 1884)
- Podarcis bocagei carbonelli PEREZ MELLADO 1981